# Alimopsoides
Alimopsoides is een geslacht van kreeftachtigen uit de klasse van de Malacostraca (hogere kreeftachtigen).

## Soort
- Alimopsoides tuberculatus Moosa, 1991